# Schenkkade
De Schenkkade in de Haagse wijk Bezuidenhout loopt parallel aan de reeds in de 14e eeuw genoemde Schenkwetering. Het water is kort na het aanleggen van het Spui gegraven en diende vooral om veenschuiten met turf vanuit het toen nog kale Bezuidenhout naar het centrum van Den Haag te vervoeren. Waar de Schenk uitmondde op het Spui was een houten schutsluisje of verlaat gemaakt. Daar was tevens het Rijswijkse gehucht 't Sluijsje, dat naar het verlaat was vernoemd. De Schenk of Scheyink (grens of scheiding) vormde de grens tussen Haag- en Voorburgambacht. Toen de spoorlijn Den Haag richting Leiden werd aangelegd, kwam deze spoorwegverbinding op Voorburgs grondgebied te liggen. Deze smalle strook Voorburg tussen spoorrails en Schenk zorgde voor veel ongemak. In 1907 is de grens dan ook een 100-tal meters opgeschoven: van Schenk naar spoorbaan.
De Schenkkade loopt vanaf de IJsclubweg tot aan de Weteringkade; de lengte bedraagt circa 1500 meter. De kade is aan een kant bebouwd met vooral woningen. Aan de overzijde was aanvankelijk geen bebouwing, doch vooral volkstuintjes. De Schenkkade is historisch onlosmakelijk verbonden met de geschiedenis van de Haagse voetbalvereniging VUC en het stadion dat gelegen was tussen tussen de 2e Adelheidstraat (de tegenwoordige Prinses Beatrixlaan), de spoordijk, de keerlus van de tram onderaan het Station Laan van Nieuw Oost Indië en het water van de Schenk aan de zuidkant van de Schenkkade. VUC betrok deze nieuwe accommodatie in 1930. In 1935 werd de capaciteit van het stadion na een verbouwing uitgebreid tot 17.000 plaatsen. Tijdens het bombardement van 3 maart 1945 werd de Schenkkade niet gespaard en ook het stadion liep schade op. VUC verhuisde in 1969 naar Het Kleine Loo waarna er een brandweerkazerne verrees. De kazerne maakt later plaats voor steeds meer kantoren en het Ministerie van Sociale Zaken. Ook de volkstuinen moesten steeds meer plaats maken voor kantoren, die rondom de aantrekkelijke grond van het NS-station Laan van Nieuw Oost-Indië werden opgetrokken. De Schenkkade kruist bij de Prinses Beatrixlaan het kantorenpark Beatrixkwartier.
In 1885 opent de IJSM een stoomtramlijn over de Schenkkade. Ongeveer waar nu het tankstation is (achterlangs) stak de enkelsporige lijn met een schuin bruggetje de Schenk over en reed verder via de Laan van Nieuw Oost Einde. Bij de ombouw naar elektrische tram (de Blauwe Tram) in 1923/24 werd deze route verlaten. In 1915 krijgt tramlijn 7 zijn eindpunt op de Schenkkade, ter hoogte van de Hendrik Zwaardecroonstraat. In 1929 volgt verlenging naar station Laan van Nieuw Oost Indië. Tot de opheffing van lijn 7 in 1966 zou dat zo blijven. Dit deel werd overgenomen door lijn 3.
Het in 2010 gebouwde pand De Haagsche Zwaan dat op de kruising van de Utrechtsebaan gerealiseerd is, riep protest op bij de bewoners van de omliggende woningen.